# Ceca
Svetlana Ražnatović (anterior Veličković; în sârbă Светлана Ражнатовић (Величковић); pronunțat [sʋětlana raʒnǎːtoʋit͡ɕ]; n. 14 iunie 1973, Žitorađa⁠(d), Districtul Toplica, Serbia), cunoscută mai bine sub numele de Ceca (în sârbă Цеца, pronunțat [t͡sěːt͡sa]), este o cântăreață sârbă. 

## Biografie
Veličković s-a născut la 14 iunie 1973 în Prokuplje și a crescut în satul Žitorađa. A absolvit liceul de agricultură, studiind creșterea porcilor. Veličković a urmat o carieră muzicală profesionistă încă din copilărie, după ce a fost descoperită de muzicologul sârb Mirko Kodić, instrumentist la acordeon și compozitor, care a dus-o la Belgrad, unde și-a făcut debutul discografic. Ceca a devenit cunoscută prin participarea la festivalul de muzică populară Ilidža cu piesa Cvetak zanovetak, primind primul premiu pentru o interpretare de debut. Primul ei album de studio cu același titlu a fost lansat în 1988 sub sigla PGP-RTB. În anii următori, Ceca a mai lansat succesiv încă trei discuri: Ludo srce (1989), Pustite me da ga vidim (1990) și Babaroga (1991).

## Carieră
În 1993, Ceca a lansat cel de-al cincilea album al său, Kukavica, prin JV Komerc, pe care a început să colaboreze cu duo-ul de compozitori Marina Tucaković și Milan Radulović. Discul a avut un mare succes comercial, în timp ce piesa de titlu a devenit unul dintre hiturile sale emblematice. După lansarea albumului, Ražnatović a susținut primul său concert solo la Centrul Tašmajdan din Belgrad. Ceca și-a reînnoit colaborarea cu PGP-RTS pentru a lansa Maskarada în 1997. Cel de-al zecelea album de studio al ei, Ceca 2000, a fost lansat ulterior în decembrie 1999. Aceste două discuri au produs melodii populare precum Maskarada, Nevaljala și Crveno. 
A revenit pe scenă în 2001 cu albumul Decenija, lansat de Grand Production. Acesta a avut succes comercial, devenind albumul cu cele mai mari vânzări de până acum. Pentru a promova Decenija, a pornit într-un turneu european, care s-a încheiat cu concertul de pe stadionul Marakana din Belgrad, la 15 iunie 2002, unde a cântat în fața a 70.000 de oameni. Albumul a fost urmat de Gore od ljubavi și Idealno loša în mai 2004 și, respectiv, iunie 2006. Pe 17 iunie 2006, Ceca a susținut un concert solo în Ušće, Belgrad. 
În iunie 2011, a lansat Ljubav živi de Miligram Music, care s-a vândut în 150.000 de exemplare. În iunie 2016, ea a lansat independent Autogram sub sigla Ceca Music. Acesta a inclus melodii populare precum piesa de titlu, Trepni și Metar odavde. Autogram a circulat în 150.000 de exemplare. 
A fost membră a juriului în cadrul concursurilor televizate Pinkove Zvezde (2014-2016) și Zvezde Granda (2021-prezent). În octombrie 2022, reality show-ul de televiziune al lui Ceca, intitulat Ceca Show: Ceca i deca, a început să fie difuzat și la Blic TV. Ea este supranumită "Mama Serbiei" (Srpska majka), este recunoscută ca fiind una dintre cele mai de succes artiste sârbe din toate timpurile din punct de vedere comercial, cu vânzări colective de șapte milioane de discuri.

## Viață personală
În timp ce cânta pentru soldații sârbi într-o tabără militară din Erdut, în timpul războaielor iugoslave din 1993, Ceca a fost prezentată de cântărețul Oliver Mandić pentru criminalul de război, comandantul paramilitar și politicianul Arkan Ražnatović. Aceștia s-au căsătorit la 19 februarie 1995. Nunta lor, care a fost difuzată la nivel internațional, a fost descrisă de presa locală ca fiind un "basm sârbesc". Videoclipul nunții a fost lansat ulterior și pe o casetă VHS. Cuplul are doi copii, Veljko Ražnatović (născut în 1996) și Anastasija Ražnatović (născută în 1998). Arkan a fost asasinat la 15 ianuarie 2000.

## Discografie
- Cvetak zanovetak (1988)
- Ludo srce (1989)
- Pustite me da ga vidim (1990)
- Babaroga (1991)
- Šta je to u tvojim venama (1993)
- Ja još spavam u tvojoj majici (1994)
- Fatalna ljubav (1995)
- Emotivna luda (1996)
- Maskarada (1997)
- Ceca 2000 (1999)
- Decenija (2001)
- Gore od ljubavi (2004)
- Idealno loša (2006)
- Ljubav živi (2011)
- Poziv (2013)
- Autogram (2016)